# Квасов, Александр Сергеевич
Квасов Александр Сергеевич (17.8.1933, Москва - 2.4.1999, Москва), советский и российский художник, график и дизайнер, педагог, народный художник РСФСР (1991), кандидат искусствоведения, профессор.
Учился в МВХПУ (1953—1961 гг.) у Г. М. Коржева, В. Е. Егорова и В. П. Комарденкова.
Был ректором Московского государственного художественно-промышленного университета им. Строганова в 1982—1999 годах.
Александр Квасов является автором учебников по дизайну и многих научных статей по вопросам декоративно-прикладного искусства.
Работы находятся в собраниях:
- Государственная Третьяковская галерея, Москва

- Архангельский художественный музей, Москва
- Музей истории Москвы, Москва
- частные коллекции и музеи

## Награды и звания
- Орден Почёта (14 октября 1998 года) — за заслуги перед государством, многолетний добросовестный труд и большой вклад в укрепление дружбы и сотрудничества между народами[1].
- Орден Трудового Красного Знамени (30 апреля 1986 года).
- Народный художник РСФСР (1991).
- Заслуженный деятель искусств РСФСР (1983).